# Еліс Мері Вікс
Еліс Мері Доуз Вікс (англ. Alice Mary Dowse Weeks; 26 серпня 1909, Шерборн, Массачусетс, США — 29 серпня 1988, Вінневуд, Пенсільванія, США) — американський геолог. На її честь названо мінерал уїксит. У 1953 році разом з Мері Е. Томпсон розпізнала уранофан. Вікс стала першою, хто запропонував концепцію окислення рудних родовищ, які містять уран, ванадій та інші допоміжні метали. Вона заснувала геологічний факультет Університету Темпл у Філадельфії та була активною прибічницею участі жінок у геології.

## Молодість і сім'я
Еліс Мері Доуз Вікс і її сестра-близнючка Юніс народилися 26 серпня 1909 року в Шерборні, штат Массачусетс. Їхня мати, Джессі Паркер Доуз, виросла в Аксбриджі, штат Массачусетс, і навчалася в Університеті Тафтса. Джессі працювала вчителем, поки не вийшла заміж за Артура Доуза, який, крім інших професій, працював банкіром. Мати Еліс була захисницею освіти для своїх дітей, а також прав жінок і заохочувала їх вчитися з раннього віку.
У травні 1950 року Еліс вийшла заміж за доктора Альберта Вікса, свого давнього друга та компаньйона. Альберт, геолог-нафтовик, заохочував її в кар'єрі та мотивував завершити дисертацію.

## Освіта
Спочатку Еліс здобувала освіту на сімейній формі навчання, потім в Академії Савіна та Доузській школі, яку закінчила у 1926 році. Вступила в Університет Тафтса, де здобула ступінь з природничих наук і математики та закінчила його з відзнакою «похвально» у 1930 році. Після приблизно двох з половиною років викладацької роботи в Ланкастерській школі для дівчат, вона повернулася у Тафтс, щоб пройти кілька курсів геології. Після додаткового навчання в Тафтсі вступила до аспірантури Гарвардського університету у Массачусетсі, де у 1934 році здобула ступінь магістра наук. Через фінансову нестабільність і додатковий тиск за статевою ознакою: жінка в науці в Гарварді, Вікс не змогла продовжити роботу над докторською дисертацією. Їй доводилося сидіти поза авдиторіями на певних лекціях, не дозволених для відвідування жінками. Вона прийняла дослідницьку стипендію у коледжі Брін Мар, штат Пенсільванія, і за рік почала працювати там викладачем лабораторії. Після ще одного року роботи у Брін Мар, Вікс повернулася до Гарварду та продовжила роботу над докторською дисертацією у 1936 році.
Одночасно Вікс почала працювати професором у коледжі Веллслі, штат Массачусетс, викладачем лабораторії історичної та фізичної геології, геоморфології, картографії та багато іншого. Пізніше вона стала членом факультету як доцент. Її знання та навички у картографії, а також амбідекстрія сприяли долучення до викладання картографії офіцерам ВМС під час Другої світової війни. Через обмеження та нормування, які прийшли з війною, лише у 1949 році Вікс здобула докторський ступінь.

## Кар'єра та спадок

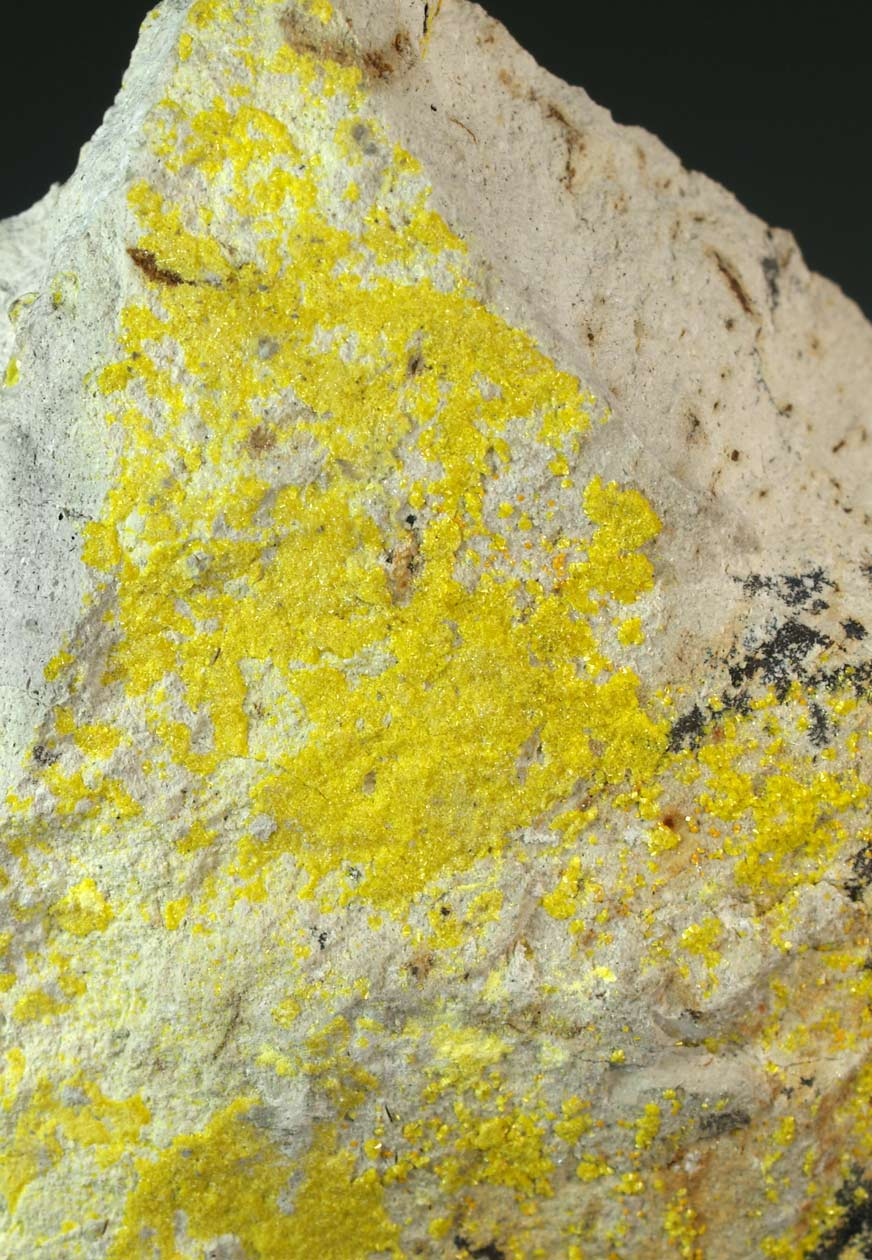
Водний силікат урану — уїксайт

Робота Вікс зосереджувалась на радіоактивних родовищах, і з 1949 до 1961 рік вона працювала в USGS Uranium Exploration. Вікс була статутним членом Комітету жінок-геологів Американського геологічного інституту й отримувала стипендії в Геологічному товаристві Америки, Мінералогічному товаристві Америки та Американській асоціації сприяння розвитку науки. Пізніше Вікс стала професором мінералогії в Університеті Темпл у Філадельфії, де заснувала геологічний факультет. На її честь названо уїксит — водний силікат урану. Вікс також отримала визнання за розпізнання уранофану у 1953 році у співпраці з Мері Е. Томпсон з Геологічної служби США. Вікс стала першою, хто запропонував концепцію окислення рудних родовищ, які містять уран, ванадій й інші метали.
У 1994 році з майна Альберта й Еліс Віксів засновано спеціальний фонд в Університеті Вісконсину у Медісоні, який підтримує наукові, зокрема для професорів.

## Роль жінки в науці
За часів Вікс жінки не були широко прийняті у світі геології, і іноді їй не дозволяли відвідувати певні заняття, доводилося сидіти поза авдиторією. Для того, щоб зібрати зразки з уранових копалень, Вікс перевдягалася чоловіком, щоб уникнути марновірства, яке забороняє жінкам входити у шахти. Як одна з перших геологинь її внесли до довідника провідних науковців «Американські чоловіки в науці» задовго до перейменування на «Американські чоловіки та жінки в науці».
Еліс Мері Вікс була членом комітету жінок-геологів Американського геологічного інституту.

## Пізніші роки та смерть
У 1976 році Вікс вийшла на пенсію з Університету Темпл, а у 1980 році Північно-східна секція Геологічного товариства Америки провела на її честь симпозіум з урану. Вікс померла 27 серпня 1988 року від хвороби Альцгеймера; її сестра Юніс також страждала на це захворювання.

## Доробок
Співавтор:
- Mineralogy and Oxidation of the Colorado Plateau Uranium Ores[10]
- Coconninoite a New Uranium Mineral from Utah and Arizona[11]
- Navajoite, a New Vanadium Oxide from Arizona[12]
- Identifiction and Occurrence of Uranium and Vanadium Minerals from the Colorado Plateaus[13]
- Rabbittite, a new uranyl carbonate from Utah[14]
- Mineralogy of the zippeite group[15]
- Grantsite, a new hydrated sodium calcium vanadate from New Mexico, Colorado and Utah[16]
- Hendersonite, a new calcium vanadyl vanadate from Colorado and New Mexico[17]